# 前田あやの
前田 あやの（まえだ あやの、9月27日 - ）は、日本の女性声優。T-INFINITY所属。大阪府出身。血液型はO型。
2010年12月まで青二プロダクション（ジュニア）に所属していた。青二塾大阪校第22期卒業。旧名は前田 綾乃。

## 人物
- 特技：関西弁、ハンドベルクワイヤー
- 趣味：エレキギター
- 同期の伊藤かな恵と仲が良い。

## 出演作品

### テレビアニメ
2009年
- 星新一ショートショート（フロル星人B）

2011年
- IS 〈インフィニット・ストラトス〉（夜竹さゆか、クラスメイト達、小学生の一夏）
- ダンボール戦機（マスターキング）

2012年
- ギルティクラウン（アナウンス）
- ダンボール戦機W（少女）

2013年
- ダンボール戦機W（マスターキング）

### ゲーム
2011年
- ダンボール戦機（マスターキング）
- ダンボール戦機BOOST（マスターキング）

2012年
- データカードダス ダンボール戦機（マスターキング）
- ダンボール戦機　爆ブースト（マスターキング）
- ダンボール戦機W (マー君）

### テレビ
- クローズアップ現代（NHK総合、VO）
- しずおか昭和浪漫～続・三丁目の夕日の世界～（静岡第一テレビ、VO）
- 日本賞（NHK教育、VO）
- ドリーム・キッズ　海を渡った小さなプロたち～テニス選手・牟田口恵美　１４歳～（NHKBS1、VO）
- 7DAYS WEEKLY（JCN鎌倉（JCN鎌倉チャンネル）、レポーター、コーナーナレーション）
- ちょっと寄りたいこんな店（JCN鎌倉（JCN鎌倉チャンネル）、レポーター）

### ドラマＣＤ
- アヴァロンコード（女性店員、村女）
- ラブプラスコナミスタイル限定版ドラマティックサウンドトラック（部員、店員）

### ラジオ
- 癒されBar若本（アシスタントパーソナリティ）

ラジオドラマ
- 青山二丁目劇場 「クニの花屋」（メリス）
- 青山二丁目劇場 「バス・ツアー」（若い女性）

### その他
- 雑誌 保育の広場（モデル〈顔出し〉）
- イベント ポケモンカードゲームDP　はじめて教室 (MC)
- イベント 赤坂SACAS　体験BOOランド (MC)
- イベント 二次元ツェルトリッヒ (MC)
- ショートフィルム 走れメロス（理名）
- 映画 猫ラーメン大将
- 声優チャット
- パチンコ　新撰組群狼伝（使用人）

携帯コンテンツ
- ザ・スターボウ（マドルヘッド）
- サナトリウムサンクタム〜さなさな〜波の彼方の君へ（松滝蛍）